# 31 (アルバム)
『31』（サーティワン）は、スターダストレビュー19枚目のオリジナル・アルバム。2007年9月5日に発売された。

## 解説
前作『AQUA』から3年ぶりのオリジナル・アルバム。
Imperial Records移籍第一弾、27年目・31枚目のアルバム、ということで『31』のタイトルになった。これは企画盤/ベスト・アルバム/ライブ・アルバム含めての31枚目。スタジオ録音のオリジナル・アルバムでは19作目。

## アートワーク
ジャケット及びブックレットの写真撮影は千葉県のマザー牧場。

## プロモーション
本作発売前の7月、広告代理店などを通さず、直接企業からCMソング（うたマーシャル）を依頼されるという朝日放送の企画「夢スタ!」が始まり、サンスター、大新社、ラウンドワン、ケイ・オプティコムから楽曲依頼を受けた。
結果、サンスター用の「彼女とOh My God!」ケイ・オプティコム用の「未来は今に」が本作に収録された。
大新社用の「持ちきれないほどの愛」（1993年に根本が森口博子へ提供。アルバム『いっしょに歩いていける』収録）、ラウンドワン用の「Don Don素敵に」はシングル「潮騒静夜」カップリング曲として2009年に発売された。
スターダストレビュー版の「持ちきれないほどの愛」は未発売となっている。

## 収録曲
作詞・作曲：根本要（特記以外）
1. Spice of Life
  - 作詞：寺田正美/根本要／編曲：添田啓二
  - NHK『LIFE!〜人生に捧げるコント〜』エンディング・テーマ
2. 未来は今に
  - 編曲：矢代恒彦
  - 朝日放送テレビ・テレビ朝日系列『にっぽん菜発見 そうだ、自然に帰ろう』エンディング・テーマ
3. 彼女とOh My God!
  - 編曲：添田啓二
4. 愛の歌
  - 作詞：スターダストレビュー／編曲：添田啓二
  - TBSテレビ系『徳光和夫の感動再会"逢いたい"』エンディング・テーマ
  - 2007年5月開催の「25年に一度の大感謝祭 6時間ライブ」で収録された15000人の観客のコーラスを重ねている。
5. 初めて君と会った日
  - 編曲：十川知司
6. あなたの背中
  - 作詞：林“VOH”紀勝／作曲：柿沼清史／編曲：十川知司
7. Strange Dance
  - 編曲：矢代恒彦
8. 大渋滞
  - 作詞：林“VOH”紀勝/根本要／編曲：添田啓二
  - 本作制作当時、根本要がメインパーソナリティを務めた番組「WakWak MUSIC-LABO」の放送局がNack5、Fm yokohama、bayfmだったため、その3都市をつなぐ国道16号をイメージした曲。
9. 煙が身にしみる
  - 編曲：スターダストレビュー・添田啓二
10. 大事なものは見えない場所にある
  - 作詞・作曲・メインヴォーカル：柿沼清史　編曲：添田啓二
11. WAKE UP! MY HEART
  - 作詞：吉元由美／編曲：矢代恒彦

TBSテレビ系『噂の!東京マガジン』エンディング・テーマ

## クレジット
STARDUST REVUE
- Vocal & Guitar：根本要
- Bass & Chorus：柿沼清史
- Drums & Chorus：寺田正美
- Percussion & Chorus：林"VOH"紀勝

Additional Musicians
- Piano, Keyboards, Programing & Chorus：添田啓二
- Chorus, Acoustic Guitar & Chorus Arrange：岡崎昌幸
- Piano, Keyboards & Programing：矢代恒彦 (2.7.11)
- Piano, Keyboards & Programing：十川知司 (5.6)
- Trumpet：原朋直 (1)
- Violin：多ヶ谷樹 (5)
- Chorus：Anointed Mass Choir (4)